# Commedia dell'arte (téléfilm)
Pour les articles homonymes, voir Commedia dell'arte (homonymie).

Commedia dell'arte (téléfilm) est un long métrage français tourné pour la télévision, réalisé en 1986 par Dominique Delouche et diffusé la même année par France 3.

## Synopsis
Il s'agit de la captation du spectacle homonyme qui s'est donné au Théâtre national de l'Opéra-Comique en 1986 avec le Ballet de l'Opéra national de Paris

## Fiche technique
- Titre : Commedia dell'arte
- Réalisation : Dominique Delouche
- Société de production et de distribution : France 3
- Tournage : en 1986 au Théâtre national de l'Opéra-Comique
- Pays :  France
- Langue : français
- Genre : spectacle de danse en trois volets : Arlequin, magicien par amour; Carnaval et "Le Bourgeois gentilhomme"
- Format : Couleurs - Négatif et Positif : 16 mm - Son : Mono
- Durée : 105 minutes
- Dates de sortie : France : 1986 (France 3)

## Arlequin, magicien par amour
- Chorégraphie : Ivo Cramer
- Musique : musiques anonymes italiennes du 18e siècle
- Avec :
  - Patrick Dupond : Arlequin

## Carnaval
- Chorégraphie :Michel Fokine
- Musique : « Carnaval, opus 9 » de Robert Schumann (1834-1835)
- Avec :
  - Elisabeth Platel
  - Patrice Bart
  - Florence Clerc
  - Yannick Stéphant

## Le Bourgeois gentilhomme
- d'après la pièce de Molière
  - Musique : « Le Bourgeois gentilhomme, opus 60 » de Richard Strauss (1911-1917)
- Chorégraphie : George Balanchine
- Avec :
  - Rudolf Noureev
  - Monique Loudières